# Yongjing
Yongjing (永靖鄉S, Yǒngjìng XiāngP) è un comune di Taiwan, situato nella provincia di Taiwan e nella contea di Changhua.